# Franz Heinemann
Franz Heinemann (geb. 1870 in Hitzkirch; gest. 1957) war ein Schweizer Bibliothekar und Jurist.

## Leben
Franz Heinemann wurde 1870 in Hitzkirch geboren. Er wirkte in Luzern, wo er Bibliothekar der Bürgerbibliothek war. Er trat durch kulturhistorische Schriften hervor, wie den beiden Bänden Der Welt-Teufel : Kriegs-Satiren und Friedens-Ironien und Hinter den Kulissen des Krieges; Skizzen aus dem Kriege und gegen den Krieg, die sich aus einer pazifistischen Perspektive mit dem Phänomen des Ersten Weltkriegs beschäftigen (Trösch, Olten 1916): 

„Der Verfasser gibt in diesen zwei Büchern eine Blütenlese von Zeitungsausschnitten aller Länder, die uns so recht deutlich das Kriegselend und den kranken Geist der Menschen vor Augen führen. Mit eigentlich wenigen Sätzen versteht es der Verfasser, den Schrecken der Kriegspsychosen, an dem die Völker schon so lange leiden, aufzudecken. Mit markigen Worten schildert er Schlachtfelder und Schlachten, wildes Kriegergeheul und todwunde Soldaten, gefeierte Helden und erbarmungswürdige Krüppel, aufgeblähten Stolz der Herrschenden und Kriegsgewinner und tiefstes Elend des Volkes. Und deutlich und aufdringlich geht aus den Büchern hervor, wo die Ursache all der Not und des Elends zu suchen ist: Europa muss umlernen! Menschlichkeit, nicht Kriegsheldentum ist vonnöten.“

## Schriften (Auswahl)
- Geschichte des Schul- und Bildungslebens im alten Freiburg bis zum 17. Jahrhundert. Universitätsbuchhandlung, Freiburg 1895.
- Der Richter und die Rechtsgelehrten. Eugen Diederichs, Leipzig 1900 (Teil von Monographien zur deutschen Kulturgeschichte, Bd. 4).
- Sagen und Legenden. Märchen und Fabeln. K. J. Wyss, Bern 1910 (Teil von Zentralkommission für Bibliographie der Schweizerischen Landeskunde; Bibliographie der Schweizerischen Landeskunde).
- mit Hans Lehmann: Die Burgen und Schlösser des Kantons Lutzern. Birkhäuser, Basel 1929 (Teil von Die Burgen und Schlösser der Schweiz).